# Daphne Koller
Daphne Koller (Jerusalem, Israel, 27 d'agost de 1968) és una professora israelo-americana del Departament d'Informàtica de la Universitat Stanford, guanyadora d'una beca MacArthur. És també una de les fundadores de Coursera, una plataforma d'educació en línia. El seu principal objecte d'estudi és la intel·ligència artificial i les seves aplicacions en la biomedicina. Koller va publicar un article l'any 2004 a la revista de tecnologia de l'MIT titulat "10 Emerging Technologies That Will Change Your World" respecte l'aprenentatge automàtic, el que en anglès s'anomena Bayesian machine learning.

## Biografia
Es va graduar el 1985, a 17 anys, a la Universitat hebrea de Jerusalem, i l'any següent va obtenir un màster a la mateixa universitat.
Es va doctorar a la Universitat Stanford el 1993 sota la supervisió de Joseph Halpern, qui després de la seva recerca postdoctoral a la Universitat de Califòrnia a Berkeley (1993 a 1995), es va incorporar al Departament d'Informàtica de Stanford el 1995. Va guanyar una beca MacArthur Company el 2004, va ser escollida membre de l'Acadèmia nacional d'enginyeria el 2011 i de l'Acadèmia Americana de les Arts i les Ciències el 2014. L'abril de 2008, va rebre el primer premi de la Fundació ACM-Infosys dotat amb 150.000$.
El 2009, va publicar un llibre de models de Grafs juntament amb Nir Friedman. Va oferir un curs en línia lliure sobre el tema el febrer de 2012.
Daphne Koller i Andrew Ng, un company seu de Stanford professor d'informàtica del laboratori d'Intel·ligència artificial, van llançar la plataforma Coursera el 2012.